# Průvodce všehoschopného hráče
Průvodce všehoschopného hráče (v anglickém originále Gamer's Guide to Pretty Much Everything) je americký televizní sitcom stanice Disney XD. Jeho první díl měl premiéru 22. července 2015. Seriál vypráví o partě kamarádů, kteří rádi hrají videohry a prožívají různá dobrodružství.

## Obsazení
Hlavní role
- Cameron Boyce jako Conor / Kid Fury (český dabing: Roman Hajlich)
- Murray Wyatt Rundus jako Wendell / sNiTcHbLaStA (český dabing: Jan Köhler)
- Felix Avitia jako Franklin / Franklin_Delgado (český dabing: Matěj Převrátil)
- Sophie Reynolds jako Ashley / LadyRooster42 (český dabing: Anežka Saicová)

Vedlejší role
- MacKenzi Heyman jako Lisa (český dabing: Adéla Nováková)
- Jo Galloway jako Marlene (český dabing: Anna Novotná)
- Yimmy Yim jako Kim (český dabing: Irena Hrubá)
- Paula Sorge jako ředitelka Nordahlová (český dabing: Klára Sochorová)
- Matt Rife jako Dayle (český dabing: Radek Škvor)
- Eduardo Franco jako Stu (český dabing: Sebastian Baalbaki)
- Boogie jako Billy (český dabing: Svatopluk Schuller)
- Cayen Martin jako Lenny (český dabing: Tomáš Poláček)

## Vysílání
| Řada | Díly | Premiéra v USA    | Premiéra v USA  | Premiéra v ČR  | Premiéra v ČR   |
| Řada | Díly | První díl         | Poslední díl    | První díl      | Poslední díl    |
| ---- | ---- | ----------------- | --------------- | -------------- | --------------- |
| 1    | 21   | 22. července 2015 | 23. března 2016 | 7. ledna 2017  | 26. března 2017 |
| 2    | 16   | 18. července 2016 | 2. ledna 2017   | 23. října 2017 | 18. ledna 2018  |